# Marcilly-en-Gault
Marcilly-en-Gault è un comune francese di 769 abitanti situato nel dipartimento del Loir-et-Cher nella regione del Centro-Valle della Loira.

## Società

### Evoluzione demografica
Abitanti censiti